# Пачја супа (филм)
Пачја супа (енгл. Duck Soup) је амерички мјузикл црнохумористички филм из 1933. године, који је режирао Лео Мекери, а који су написали Берт Калмар и Хери Руби, док су додатни дијалог додали Артур Шикман и Нет Перин. Главне улоге тумаче Браћа Маркс (Гручо, Харпо, Чико и Зепо), а поред њих још играју и Маргарет Думонт, Луис Калхерн, Ракел Торес и Едгар Кенеди. Ово је последњи филм у коме је глумио Зепо.
Конгресна библиотека је, 1990. године, прогласила овај филм „културно, историјски или естетски значајним” и уврстила га у Национални регистар филмова.

## Радња
Госпођица Тиздејл (Маргарет Думонт) је богата жена која је недавно остала удовица. Она жели да Руфус Т. Фајерфлај (Гручо Маркс) преузме вођство над малом, тек банкротираном, државом названом Фридонија. Ако он пристане, она ће финансијски подржати њега и нацију. Међутим, комшије Фридоније имају друге планове; Силванија покушава да присвоји Фридонију. Амбасадор Силваније, Трентино (Луис Калхерн), покушава да изврши војни удар. Он жели да госпођица Тиздејл финансира његову револуцију и тако он отпочиње са удварањем како би узео новац. Знајући да она подржава Фајерфлаја, он одлучује да ископа нешто прљаво о свом супарнику. Стога шаље своја два шпијуна, Чиколинија (Чико Маркс) и Пинкија (Харпо Маркс) да обаве његове прљаве послове. Они су, пак, очајни шпијуни. Не проналазе ништа што је макар приближно прљаво. Фајерфлај, видевиши  кроз прозор Чиколинија како продаје кикирики, именује га за секретара рата.
Фајерфлајов секретар, Боб Роланд (Зепо Маркс), све више сумња у Трентина и његове мотиве. Он саветује Фајерфлаја да га се отараси. Верује да је најбољи начин да се то учини јесте да га увреди, са чим се Фајерфлај слаже. План је да Трентино прибегне насиљу, те да се то искористи као средство да га се реше. План креће по злу када током међусобног вређања Фајерфлај ошамари Трентина уместо да буде обрнуто. Ове две државе су на ивици рата, а између њих стоји само удварање према госпођици Тиздејл и њено богатство.
Трентино некако сазнаје да госпођица Тиздејл има Фридонијине планове за рат у свом сефу. Стога, Трентино шаље Чиколинија и Пинкија да обију њен сеф и украду планове, али Фајерфлај хвата Чиколинија на делу, те га изводи на суд. Током суђења, рат између нација је објављен и на све стране се шире ратни усклици и шовинизам. Песма и плес чине да рат више личи на национални фестивал, него на националну кризу. Суђење се оставља по страни, а Чиколини и Пинки се придружују Фајерфлају и Роланду у анархији, што као резултат има државу у хаотичом стању.
Трентино је стављен на стуб срама и гађан воћем. Он се предаје, али њима још није понестало воћа тако да не престају. Госпођица Тиздејл пева националну химну Фридоније.

## Улоге
| Глумац             | Улога                      |
| ------------------ | -------------------------- |
| Гручо Маркс        | Руфус Т. Фајерфлај         |
| Харпо Маркс        | Пинки                      |
| Чико Маркс         | Чиколини                   |
| Зепо Маркс         | Боб Роланд                 |
| Маргарет Думонт    | Госпођица Глорија Тиздејл  |
| Луис Калхерн       | Трентино                   |
| Ракел Торес        | Вера Маркал                |
| Едгар Кенеди       | Продавац лимунаде          |
| Едмунд Бриз        | Бивши председник Зандер    |
| Едвин Максвел      | Бивши секретар рата        |
| Вилијам Вортингтон | Први министар финансија    |
| Дејвисон Кларк     | Други министар финансија   |
| Чарлс Мидлтон      | Тужилац                    |
| Леонид Кински      | Силванијски хушкач         |
| Верна Хили         | Трентинова секретица       |
| Џорџ Меквари       | Први судија                |
| Фред Саливан       | Други судија               |
| Ерик Мејн          | Трећи судија               |
| Вејд Ботелер       | Први официр у ратном штабу |
| Кери Домери        | Гост на пријему            |

## Признања
Амерички филмски институт је уврстио овај филм на своје листе и то:
- 100 година АФИ-ја... 100 филмова - #85[3]
- 100 година АФИ-ја... 100 комедија - #5[4]
- 100 година АФИ-ја... 100 филмова (едиција поводом 10 година) - #60[5]